# 愛媛県道52号小田柳谷線
愛媛県道52号小田柳谷線（えひめけんどう52ごう おだやなだにせん）は、愛媛県喜多郡内子町から上浮穴郡久万高原町に至る県道（主要地方道）である。

## 概要
愛媛県喜多郡内子町小田と上浮穴郡久万高原町西谷を結ぶ。

### 路線データ
- 起点: 喜多郡内子町小田（国道380号交点）
- 終点: 上浮穴郡久万高原町西谷（国道440号交点）

## 歴史
- 1993年（平成5年）5月11日 - 建設省から、県道美川小田線の一部・県道本川西谷線が小田柳谷線として主要地方道に指定される[1]。

## 地理

### 通過する自治体
- 喜多郡内子町
- 上浮穴郡久万高原町

### 交差する道路
- 国道380号（起点）
- 愛媛県道211号美川小田線（喜多郡内子町本川）
- 愛媛県道340号上川小田深山線（喜多郡内子町中川）
- 国道440号（終点）

### 沿線にある施設など
- 小田変電所
- ソルファ オダスキーゲレンデ
- 小田深山渓谷
- 獅子越キャンプ場